# Turchia ai Giochi della XXVIII Olimpiade
La Turchia partecipò ai Giochi della XXVIII Olimpiade, svoltisi ad Atene, Grecia, dal 13 al 29 agosto 2004, con una delegazione di 65 atleti impegnati in dieci discipline.